# Energia renovável em Portugal

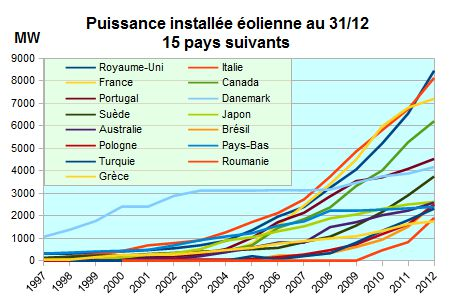
gráfico que mostra como energia podem subir, com uma produção em massa de energia renovável.

As energias renováveis em Portugal representaram, em 2016, 57% da energia elétrica produzida internamente, e têm-se tornando o foco de um investimento governamental e privado cada vez mais acentuado. 
Em 2021, Portugal tinha, em energia elétrica renovável instalada, 7 241 MW em energia hidroelétrica (27º maior do mundo), 5 248 MW em energia eólica (18º maior do mundo), 1 801 MW em energia solar (32º maior do mundo), e 666 MW em biomassa.
Em 2016, durante 107 horas consecutivas, Portugal funcionou apenas com energia solar, hídrica e eólica. Entre as 06h45 do dia 7 de maio (sábado) e as 17h45 do dia 11 (quarta-feira), o país conseguiu abastecer a rede elétrica nacional sem quaisquer emissões de carbono, um importante e inédito marco para a nação, algo que, segundo o diretor da SolarPower Europe, James Watson, "representa um feito significativo para uma nação europeia". Oliver Joy, representante da Wind Europe trade association, alega que as favoráveis condições climáticas de Portugal poderão constituir uma fonte essencial de energia renovável não só para a Península Ibérica, mas para toda a Europa, podendo assim levar o país a incrementar as exportações deste tipo de energia.
Sendo que alguma da energia produzida nacionalmente é exportada, Portugal consumiu, em 2016, 28.5% da sua energia de fontes renováveis e tem como meta chegar aos 31% até 2020, sendo o sétimo país da União Europeia que mais energia renovável produz e consome.
Portugal comprometeu-se a encerrar todas as suas centrais de carvão até 2030, tendo começado a investir na transição para a biomassa, fazendo com que nos próximos anos o país venha a extrair a sua energia de fontes renováveis quase que na totalidade. Este compromisso visa cumprir com as propostas e termos da aliança internacional Powering Past Coal Alliance, à qual Portugal aderiu, e que possui o intuito de diminuir as emissões de carbono através do encerramento de fábricas produtoras de carvão dos países e estados signatários.

## Em 2018
Portugal Continental funcionou integralmente, a nível eléctrico, durante três dias seguidos, somente através de fontes renováveis. Entre as 16 horas de sexta-feira, dia 9 de Março, e as 13 horas de segunda-feira, 12 de Março, o consumo de electricidade em Portugal operou inteiramente em função de recursos renováveis. A electricidade de origem renovável produzida naquele período foi de 521 GWh, enquanto o consumo eléctrico nacional foi de 408 GWh". Neste espaço de tempo em que o consumo eléctrico em Portugal foi feito através de recursos renováveis, o grande destaque vai para as centrais eólicas nacionais, que conseguiram abastecer o consumo eléctrico do país em 65% do período.
O sector renovável nacional já criou um cluster industrial responsável por mais de 56 mil empregos, directos e indirectos e por uma exportação de equipamentos, aerogeradores, painéis fotovoltaicos e componentes eléctricas e electromecânicas, que ascende a 400 milhões de euros por ano.
A eletricidade de origem renovável produzida em março de 2018 foi de 4.812 Gigawtt hora, ultrapassando o consumo de Portugal Continental, que foi de 4.647 GWh. Em março, a representatividade das renováveis foi de 103,6% do consumo elétrico. O anterior máximo registado tinha ocorrido em fevereiro de 2014 com uma representatividade de 99,2%.
No total do ano, a produção renovável abasteceu 52% do consumo nacional, repartida pela eólica e hidroelétrica (cada uma com 23%), biomassa (5%) e fotovoltaica (1,5%). Por sua vez, a produção não renovável abasteceu os restantes 48%, repartida pelo gás natural (27%) e pelo carvão (21%).

## Em 2020 e 2021

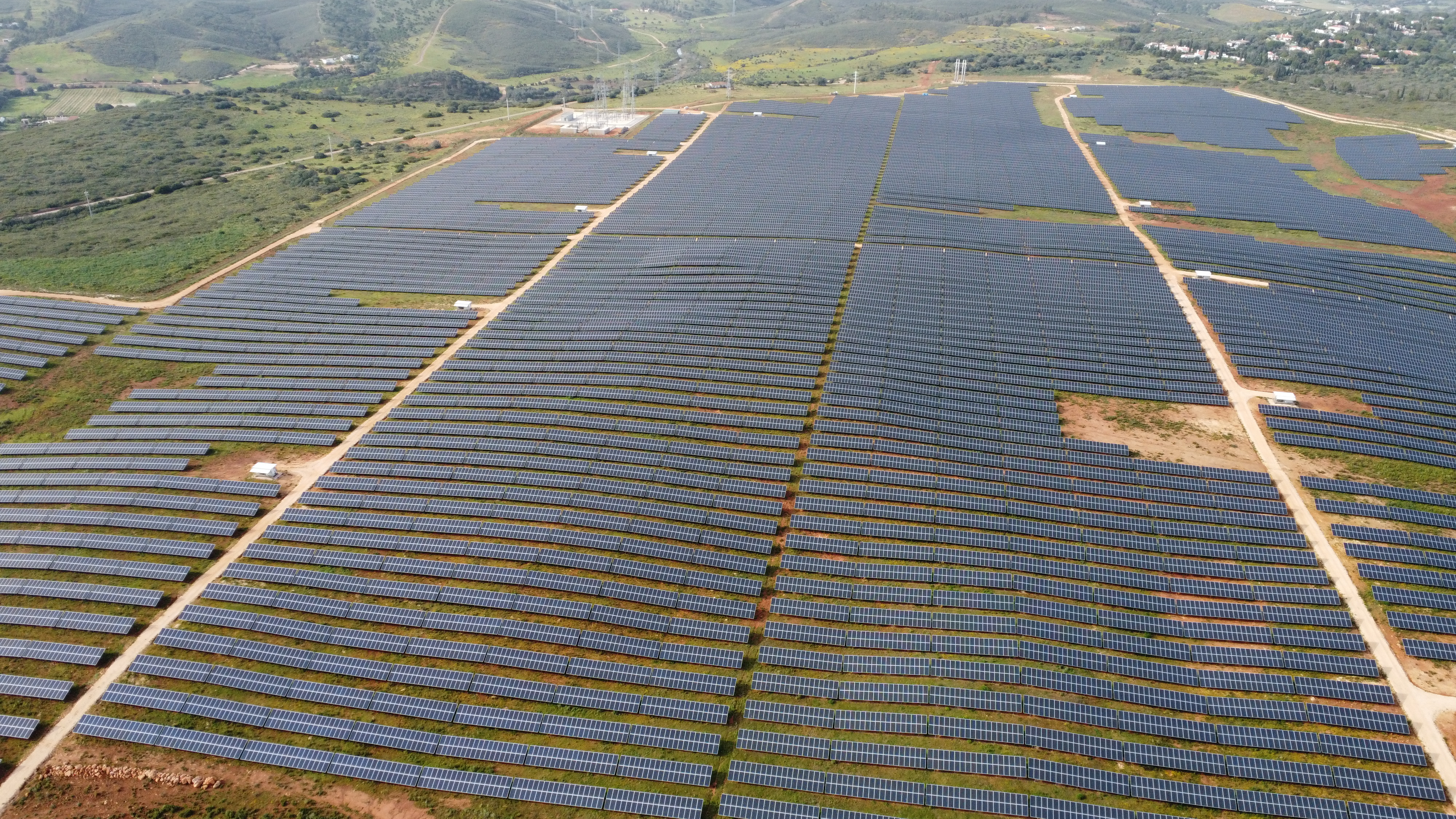
Painéis solares em Lagos, no Algarve.

Em 2021, Portugal tinha, em energia elétrica renovável instalada, 7 241 MW em energia hidroelétrica (27º maior do mundo), 5 248 MW em energia eólica (18º maior do mundo), 1 801 MW em energia solar (32º maior do mundo), e 666 MW em biomassa.
A EDP anunciou, a 14 de Julho de 2020, que encerraria a maior central eléctrica a carvão do país, a Central Termoeléctrica de Sines, em Janeiro de 2021. Com efeito, verificou-se o encerramento das instalações a 15 de Janeiro de 2021.
Em 2021, a produção de energia renovável abasteceu 59% do consumo de electricidade em Portugal, com destaque para a energia eólica, que representou 26%, enquanto a produção não renovável abasteceu 31%. Dos 59% do consumo de electricidade abastecido por produção de energia de fontes renováveis, 26% correspondem a energia eólica, 27% a hidroeléctrica, 7% a biomassa e 3,5% a fotovoltaica.
No caso da energia solar fotovoltaica, ainda que tenha continuado a ser a menos significativa no conjunto das renováveis teve um crescimento acentuado (37%) face ao ano anterior.
Já quanto aos 31% do consumo de electricidade abastecidos por produção de energia não renovável em 2021, 29% dizem respeito a carvão, com a última central encerrada no final de Novembro (Pego, em Abrantes) a representar menos de 2%. Os restantes 10% correspondem a importação.

## Em 2023
Em outubro de 2023, durante três dias, a eletricidade consumida pelos portugueses foi integralmente produzida em Portugal, a partir de energias renováveis, com destaque para a energia eólica e hídrica. Nestes três dias, Portugal esteve permanentemente a exportar energia para Espanha, tendo realizado algumas importações por razões meramente estratégicas.

## Em 2024
A produção renovável abasteceu 87% do consumo de eletricidade nos primeiros cinco meses do ano. De janeiro a maio, a produção hidroelétrica abasteceu 43% do consumo, a eólica 30%,  a produção a gás natural abasteceu 9%, a fotovoltaica 8% e a biomassa 6%. Os restantes 4% foram importados.